# Streptopus simplex
Streptopus simplex là một loài thực vật có hoa trong họ Măng tây. Loài này được D.Don miêu tả khoa học đầu tiên năm 1825.